# Hometown Glory
Singles de Adele
Chasing Pavements
(2008)
Pistes de 19
Tired
Hometown Glory est le premier single du premier album d'Adele, 19, sorti le 22 octobre 2007 au Royaume-Uni. En 2008, la chanson est re-publiée comme son quatrième single. Adele aurait écrit la chanson en dix minutes après que sa mère ait essayé de la persuader de quitter sa ville natale de West Norwood pour l'université à Londres. La chanson  n'entre initialement dans aucun hit-parade mais, en raison du nombre élevé de téléchargements lors de la sortie de l'album, elle réussit à s'inscrire dans le Singles Chart Top 40 pour la première fois. En 2010, la chanson est sélectionnée aux Grammy Awards au titre de la meilleure chanson pop.

## Formats et liste des pistes

### 7-inch Vinyle
| No | Titre          | Durée |
| -- | -------------- | ----- |
| 1. | Hometown Glory | 4:32  |
| 2. | Best for Last  |       |

### Réédition

#### CD Single
| No | Titre                 | Durée |
| -- | --------------------- | ----- |
| 1. | Hometown Glory        | 4:32  |
| 2. | Fool That I Am (live) | 3:45  |

#### EP digital
| No | Titre                                               | Durée |
| -- | --------------------------------------------------- | ----- |
| 1. | Hometown Glory                                      | 3:40  |
| 2. | Hometown Glory (Axwell Radio Edit)                  | 3:35  |
| 3. | Hometown Glory (Axwell Club Miw)                    | 5:11  |
| 4. | Hometown Glory (Axwell Remode)                      | 5:55  |
| 5. | Hometown Glory (High Contrast Remix)                | 6:36  |
| 6. | Hometown Glory (High Contrast Remix - Instrumental) | 6:35  |

#### 7-inch vinyle
| No | Titre                 | Durée |
| -- | --------------------- | ----- |
| 1. | Hometown Glory        | 4:32  |
| 2. | Fool That I Am (live) | 3:45  |

#### 12-inch vinyle
| No | Titre                                               | Durée |
| -- | --------------------------------------------------- | ----- |
| 1. | Hometown Glory (High Contrast Remix)                | 6:36  |
| 2. | Hometown Glory (High Contrast Remix - Instrumental) | 6:35  |

1. "Hometown Glory" (High Contrast remix)
2. "Hometown Glory" (High Contrast remix instrumental)

## Performance dans les hit-parades

### Classement par pays
| Classement (2007–2011)                            | Meilleure position |
| ------------------------------------------------- | ------------------ |
| Belgique (Flandre Ultratip 100)                   | 3                  |
| Belgique (Wallonie Ultratip 50)                   | 14                 |
| Europe Hot 100 Singles                            | 58                 |
| France (SNEP)                                     | 51                 |
| Pays-Bas (Dutch Top 40)                           | 25                 |
| Royaume-Uni Singles (The Official Charts Company) | 19                 |

### Classement annuel
| Pays (2008) | Position |
| ----------- | -------- |
| Royaume-Uni | 162      |